# Karl, hertig av Orléans
Karl, hertig av Orléans, född 24 november 1394 i Paris, död 5 januari 1465 i Amboise, var en kunglig fransk hertig, brorson till kung Karl VI av Frankrike.

## Biografi
Karl var son till prins Ludvig av Frankrike, hertig av Orléans, och Valentina Visconti. Karl fick sin titel år 1407 efter att hans far mördats och blev samtidigt ledare för armagnakernas parti. Han låg i ständiga strider med Johan den orädde och engelsmännen, tillfångatogs i Slaget vid Agincourt 1415 och var sedan fånge England i 25 år fram till sin frigivning 1440.
Han spelade därefter inte någon politisk roll, utan omgav sig på sitt slott i Blois med ett litterärt hov där han själv var den främste diktaren. Med Karl av Orléans återfick den franska lyriken mycket av sin friskhet och sitt behag, och han blev en förelöpare till Clément Marot. Karl av Orléans intresserade sig dock i sina ballades, chansons och rondeaux mera för formen än innehållet.
Karl av Orléans författade omkring femhundra dikter.
Han var först gift med sin kusin, den franska prinsessan Isabella av Valois 1406, andra gången 1410 med Bonne av Armgnac och sista gången 1440 med Maria av Kleve. Han var sonson till Karl V av Frankrike och far till Ludvig XII av Frankrike.

## Galleri

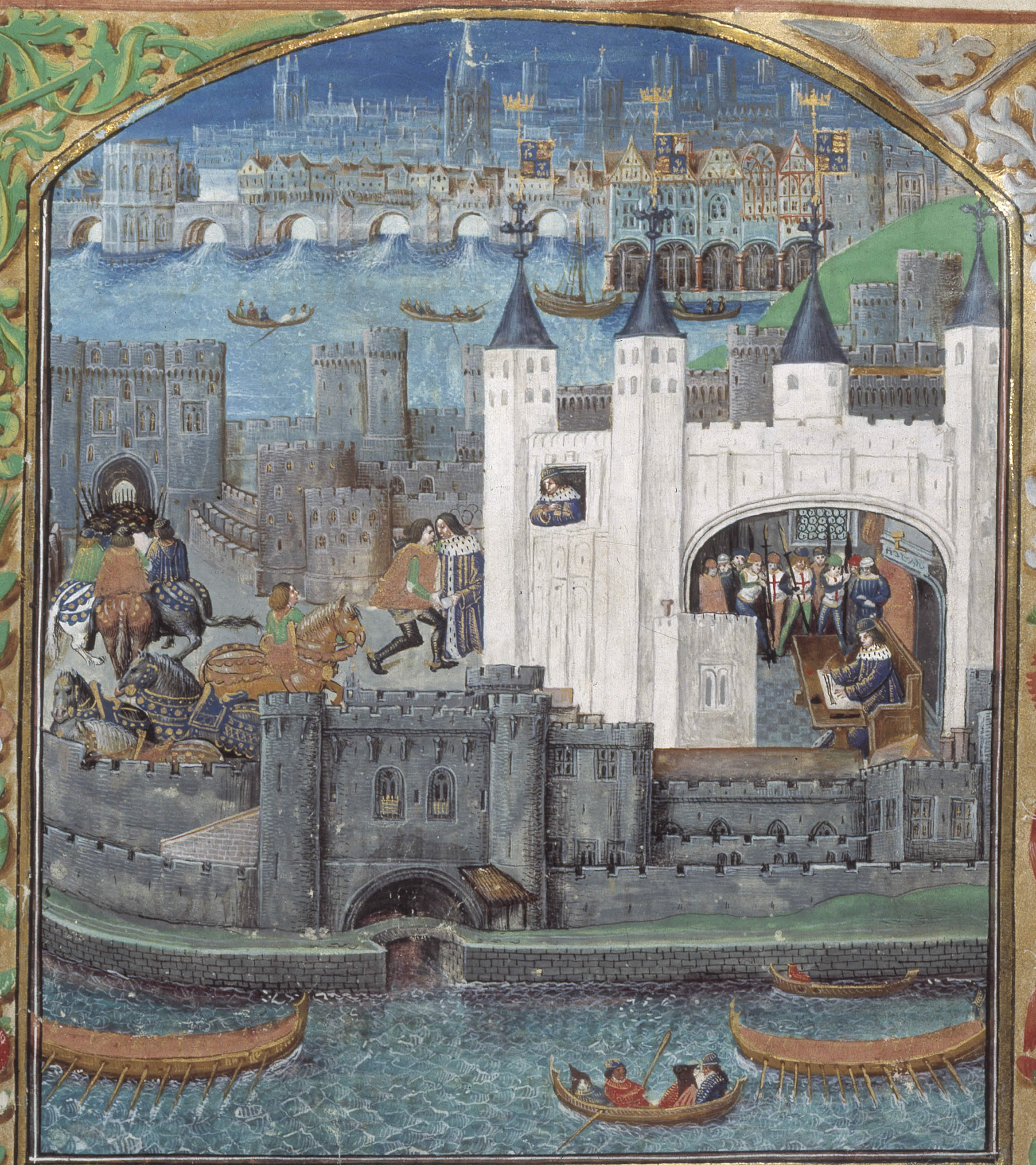
En avbildning av Karls, hertig av Orléans, fångenskap i Towern i London, ur en illuminerad utgåva av hans diktning.